# Vlag van Polen
De vlag van Polen wordt gebruikt sinds het begin van de 20e eeuw. De vlag bevat twee gelijke horizontale banden in de kleuren wit (boven) en rood. De Poolse "Dag van de Vlag" wordt gevierd op 2 mei sinds 2004. Deze dag is geen officiële vrije dag maar omdat 1 mei en 3 mei dat wel zijn nemen veel Polen op 2 mei vrij voor het lange weekend van mei.
De vlag van Tirol en de vlag van Bohemen hebben dezelfde kleuren in dezelfde volgorde als de Poolse vlag. De vlag van Monaco en die van Indonesië hebben dezelfde kleuren in de omgekeerde volgorde.

## Symboliek
De Poolse vlag heeft geen specifieke symboliek anders dan dat ze het Poolse volk en land symboliseert. De reden hiervoor is dat de vlag is gebaseerd op de middeleeuwse Poolse wapens en banieren (zie onder Geschiedenis) en dus de historische Poolse kleuren vertegenwoordigt.
Sommige romantiserende vlagbeschrijvingen stellen daarentegen dat het wit de adelaar uit het wapen van Polen symboliseert die vliegt over een rode zon. Het communistische bewind beweerde dat het wit voor vrede staat en het rood voor het socialisme.

## Ontwerp
De kleuren en andere specificaties van de vlag zijn beschreven in twee wetteksten: de Poolse Grondwet van 1997 en de Wet op het Wapen, de Kleuren en het Volkslied van de Republiek Polen en de Staatszegelwet (Ustawa o godle, barwach i hymnie Rzeczypospolitej Polskiej oraz o pieczęciach państwowych, korte naam: "Wapenwet") van 1980 met bijbehorende amendementen.
De wetgeving rond de nationale symbolen is niet sluitend. De Wapenwet is een aantal keer geamendeerd en verwijst uitvoerig naar verordeningen die amper gebruikt worden. Bovendien bevat de wet fouten, nalatigheden en tegenstrijdigheden die de wet verwarrend maken en ruimte geven voor verschillende interpretaties.
Hoofdstuk I, Artikel 28, paragraaf 2 van de Grondwet stelt dat:
De kleuren van de Republiek Polen zijn wit en rood.
De grondwet spreekt niet over een nationale vlag. Verdere specificaties over de vlag zijn wel te vinden in de wapenwet:
De kleuren van de Republiek Polen zijn wit en rood in twee horizontale, parallelle strepen van gelijke breedte, waarvan de bovenste wit is en de onderste rood.
In dezelfde wet staat dat indien de vlag verticaal wordt gehangen, de witte streep links moet hangen (van voren gezien).
De hoogte-breedteverhouding van de vlag is 5:8. Als het wapen aan de vlag wordt toegevoegd (zie hierna), neemt dat een vijfde van de breedte in, waardoor aan beide zijden van het wapen twee vijfde van de breedte wit blijft. Het wapen neemt vier vijfde van de hoogte van de witte baan in.
+Soort rood
| purper   | vermiljoen | rood    | purper 2   |
| -------- | ---------- | ------- | ---------- |
| 1919-'28 | 1928-'80   |         | sinds 1980 |
| #DC143C  | #E34234    | #FF0000 | #D4213D    |

### Kleuren
De rode kleur is in de geschiedenis enkele malen veranderd, zoals in de tabel hiernaast te zien is. Voor het laatst gebeurde dat in 1980, toen het Poolse parlement de kleur volgens het CIELAB-systeem specificeerde.
De witte kleur is niet echt wit, maar een beetje grijzig.
De kleuren zijn als volgt volgens de CIELAB-codering gespecificeerd:
| Kleur | Kleur | x     | y     | Y    | ΔE  |
| ----- | ----- | ----- | ----- | ---- | --- |
|       | Wit   | 0,315 | 0,320 | 82,0 | 4,0 |
|       | Rood  | 0,570 | 0,305 | 16,0 | 8,0 |

### Varianten
De Wapenwet bespreekt twee varianten van de staatsvlag: de flaga państwowa Rzeczypospolitej Polskiej ("staatsvlag van de Republiek Polen") en de flaga państwowa z godłem Rzeczypospolitej Polskiej ("staatsvlag van de Republiek Polen met wapen"). De vlaggen zijn als volgt gespecificeerd:
- De staatsvlag van de Republiek Polen is een rechthoekig doek in de kleuren van de Republiek Polen, gehesen aan een vlaggenstok.
- De staatsvlag van de Republiek Polen is ook de vlag gespecificeerd [in het vorige punt], met het wapen van de Republiek Polen geplaatst in het midden van de witte streep.[7]

Deze specificaties zijn vaag, maar komen erop neer dat de vlag zonder wapen gebruikt mag worden door burgers en de overheid (te land). Primair gebruikt de overheid echter als dienstvlag de versie met het wapen, die ook door burgers (en de overheid) te water gebruikt moet worden (als handelsvlag). De oorlogsvlag ter zee is de versie met het wapen, maar dan met een zwaluwstaart en een hoogte-breedteverhouding van 1:2.

## Geschiedenis

Reconstructie van de Grote Banier van het Territorium van Krakau, die ook diende als banier van het hele Koninkrijk Polen.

Standaard van Polen-Litouwen onder de Wasa dynastie.

Vlag van Congres-Polen

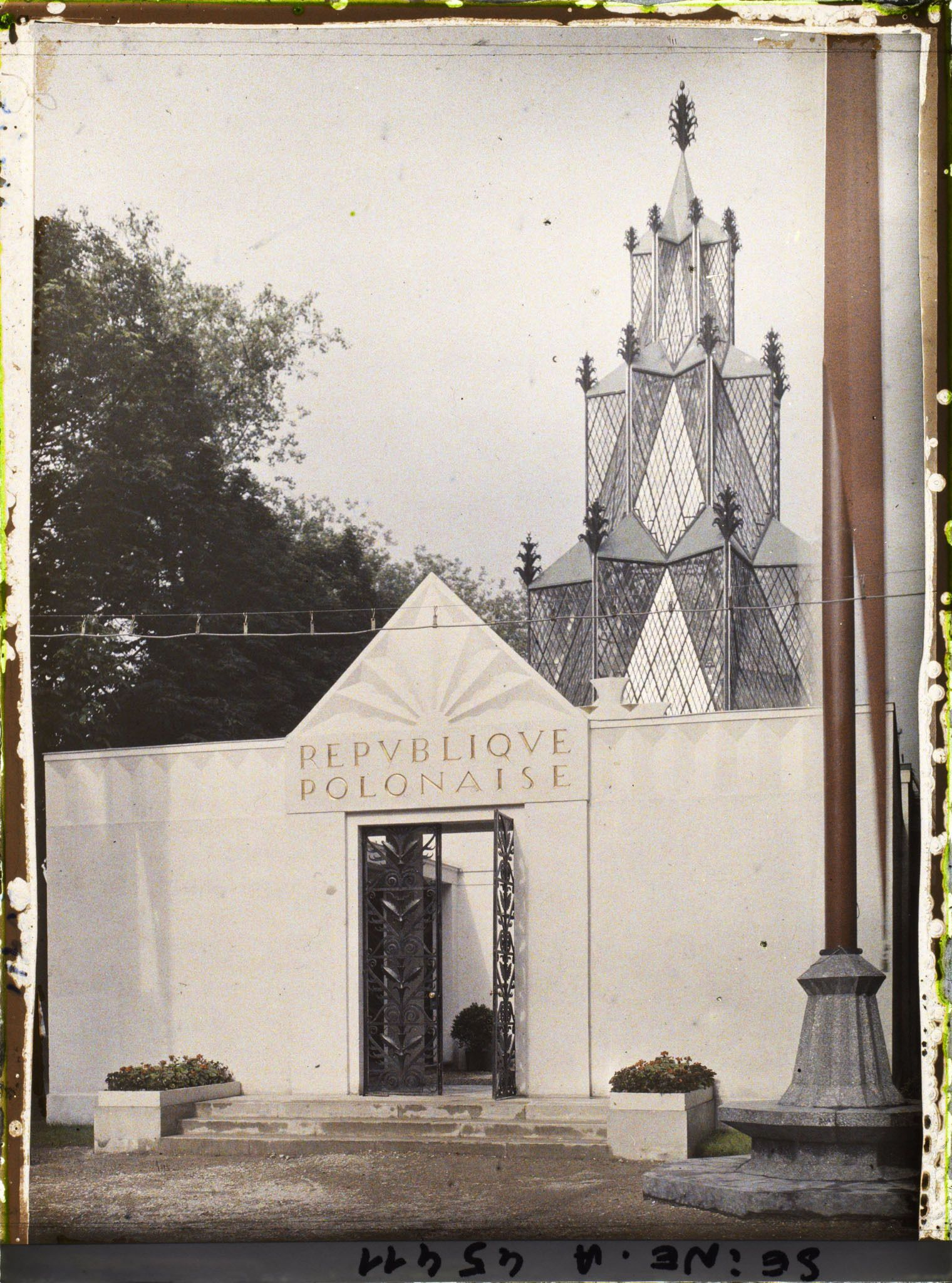
Vlag van Polen, Parijs (1925)

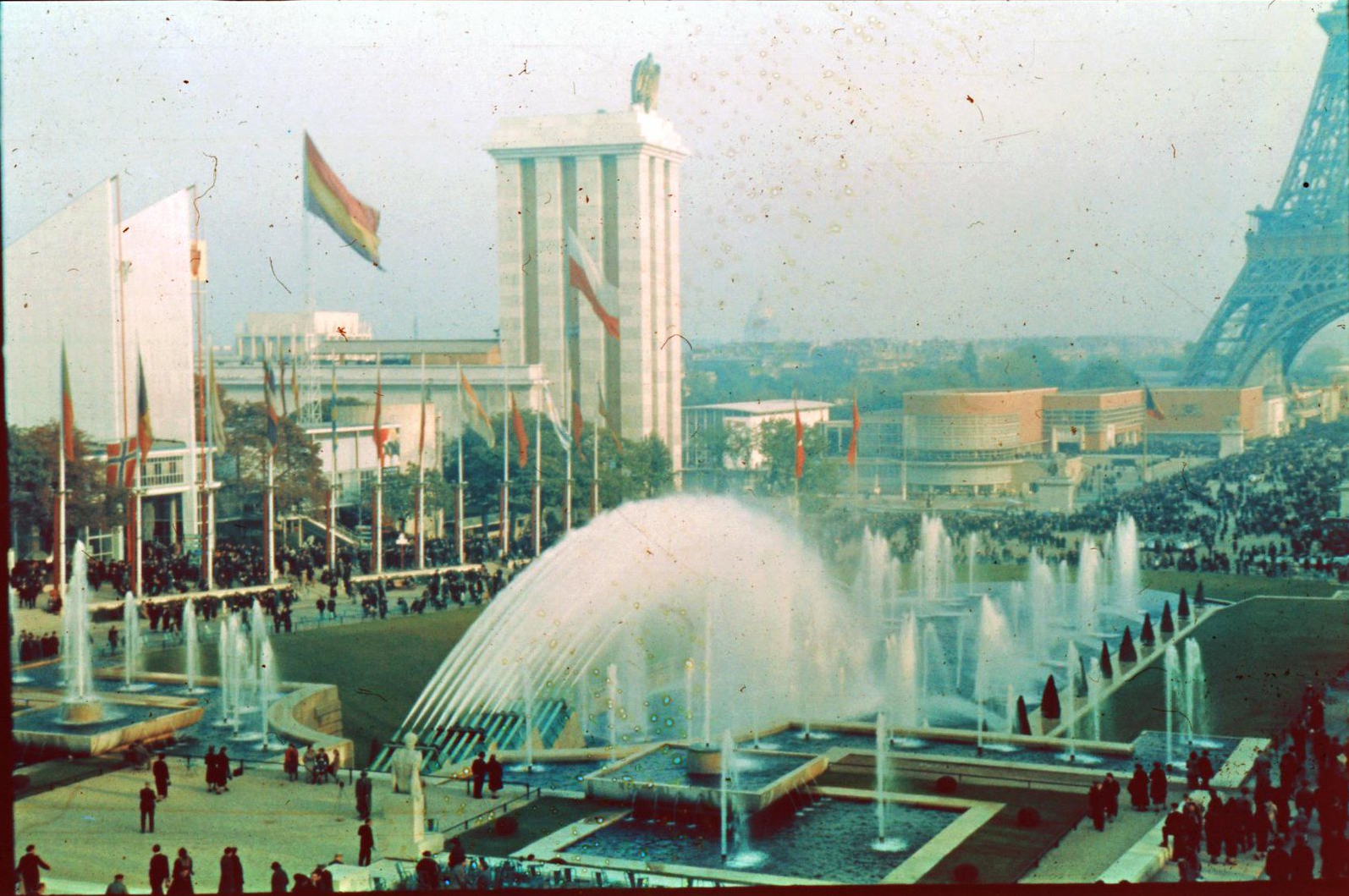
Vlag van Polen, Parijs (1937)

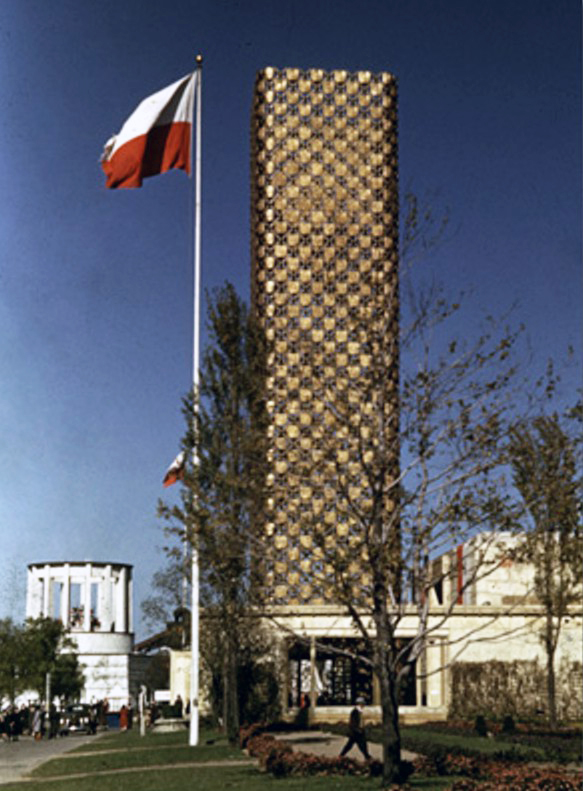
Vlag van Polen, New York (1939)

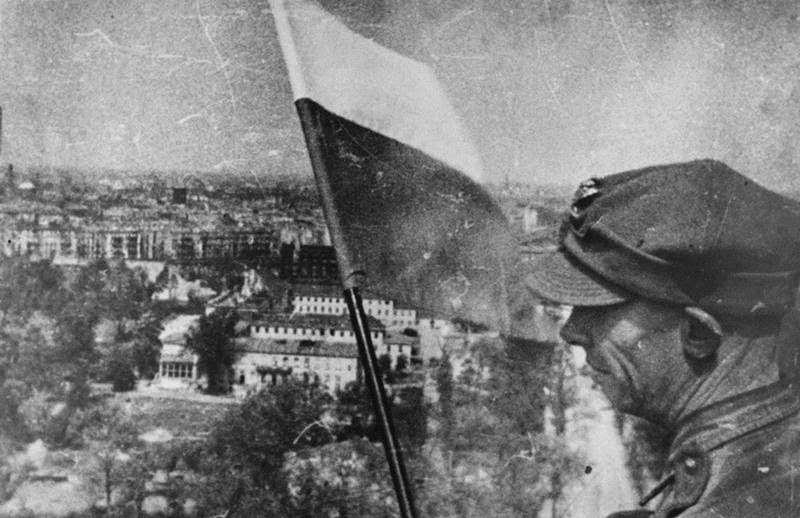
Vlag van Polen, Berlijn (1945)

Eeuwenlang bestond de Poolse vlag uit een rood veld met daarop een witte adelaar. Ten tijde van het Pools-Litouwse Gemenebest (1569-1795) was de vlag van deze personele unie een rode vlag met het gecombineerde wapen van Polen en Litouwen, hoewel er in feite geen sprake was van een staatsvlag in de moderne betekenis. De meeste militaire eenheden gebruikten vlaggen van hun streek of hun oprichters, meestal doeken met een wapen erop. Sommige eenheden gebruikten echter vlaggen met rode en witte strepen, maar de vorm hiervan was steeds verschillend.
In de negentiende eeuw kwam hier verandering in. Tijdens de Poolse delingen wilden Poolse patriotten een makkelijk herkenbare vlag, zowel ter identificatie van de eigen troepen als voor het gebruik als nationaal symbool. Op 7 november 1831, tijdens de mislukte Novemberopstand, besloot de Sejm dat de nationale kleuren van Polen de kleuren van het Pools-Litouwse wapenschild zouden moeten worden, dat wil zeggen wit boven rood.
Toen Polen uiteindelijk in 1918 pas weer onafhankelijk werd, bestond er geen eensgezindheid over welke vlag het land zou moeten krijgen. Over het wapen ontstond minder onduidelijkheid: dat was al eeuwen in gebruik. Op 1 augustus 1919 keurde de Sejm de vlag van Polen in zijn huidige wit-rode vorm officieel goed. Daarbij werd besloten dat de handelsvlag (en de vlag die gebruikt wordt voor diplomatieke missies in het buitenland, met uitzondering van de periode tussen 1928 en 1938) het nationale wapen in het midden van de bovenste band moet hebben, omdat havenautoriteiten en sleepboten vaak ook een wit-rode vlag gebruiken.
Sindsdien is de vlag vrijwel altijd hetzelfde gebleven. Een kleine verandering vond plaats in 1927, toen de adelaar in het wapen iets veranderd werd. Het wapen werd na de communistische machtsovername weer veranderd: de kroon werd weggehaald en in de vleugels van de adelaar werden sterren verwerkt. In 1990 werd de kroon weer op de vlag geplaatst en werden de sterren verwijderd. Naast de wijzigingen aan het wapen, is sinds 1921 (toen de kleuren gespecificeerd werden) de rode kleur van de onderste band ook tweemaal veranderd (zie de tabel in de eerste paragraaf).

### Afbeeldingen
De verschillen in kleur en wapen sinds 1919 zijn in onderstaande vlaggen te zien:

5:8 ? ? Staatsvlag (1919-1928)
5:8 ? ? Staatsvlag (1955-1980)
5:8 ? ? Staatsvlag (1980-1990)
5:8 ? Staatsvlag (sinds 1990)

5:8 ? ? Oorlogsvlag ter zee (1919-1928)
10:21 ? ? Oorlogsvlag ter zee (1980-1990)
10:21 ? Oorlogsvlag ter zee (sinds 1990)

### Vlaggen van Congres-Polen, de republiek Krakau en de vrije stad Danzig
Congres-Polen was een Russische vazalstaat die tussen 1815 en 1863 bestond. Congres-Polen gebruikte een witte vlag met een blauw andreaskruis (gebaseerd op een vlag van de Russische tsaren) en in de linkerbovenhoek de Poolse adelaar in een rood kanton.
De republiek Krakau was tussen 1815 en 1846 het enige stukje onafhankelijke Polen; deze republiek gebruikte een eigen vlag bestaande uit twee horizontale banen in wit (boven) en blauw. De vrije stad Danzig (onafhankelijk 1807-1814 en 1920-1939) gebruikte eveneens een eigen vlag.

## Vlaginstructie

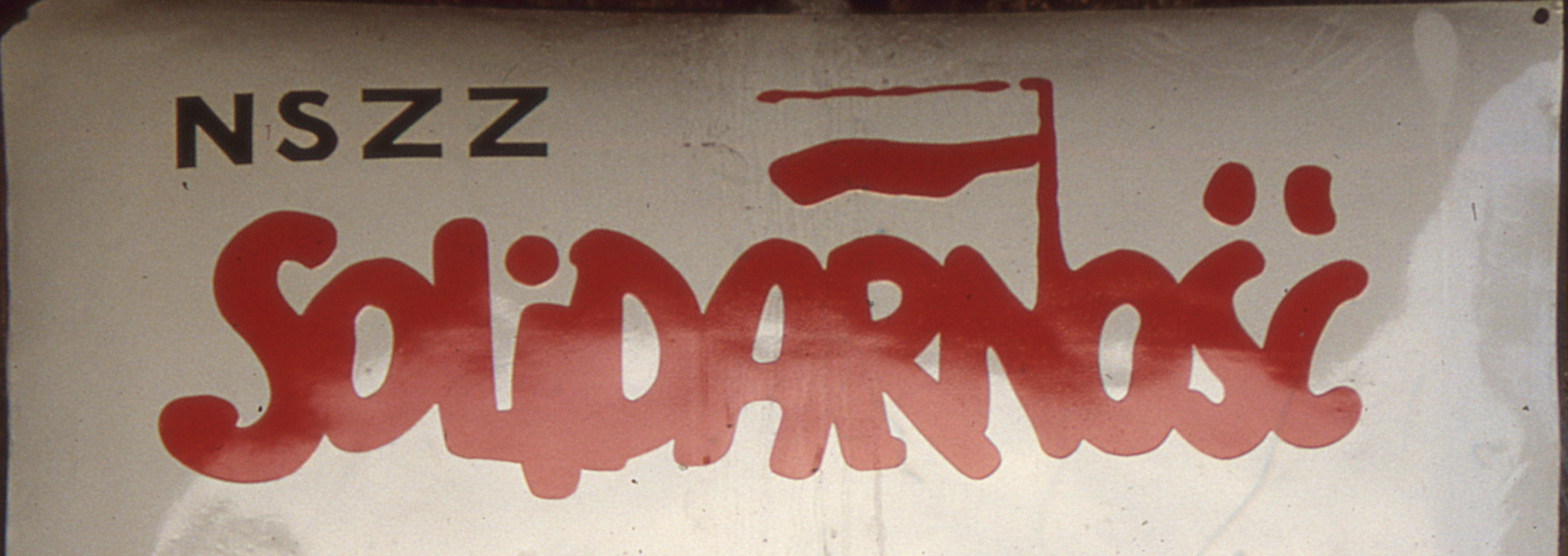
De Poolse vlag staat in het logo van Solidarność als een symbool van patriotisme en anti-communistisch verzet.

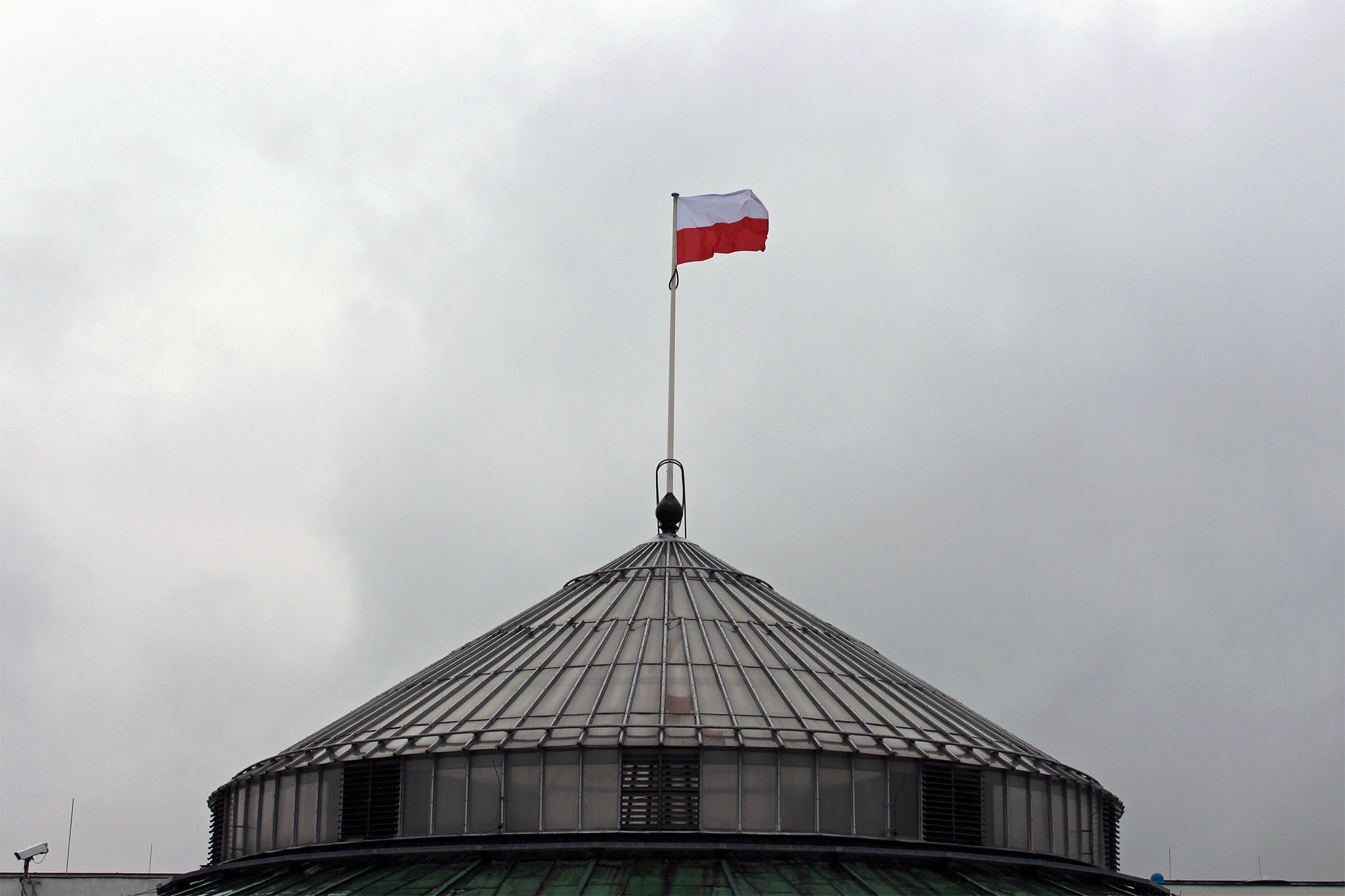
Poolse vlag op het Sejm-gebouw

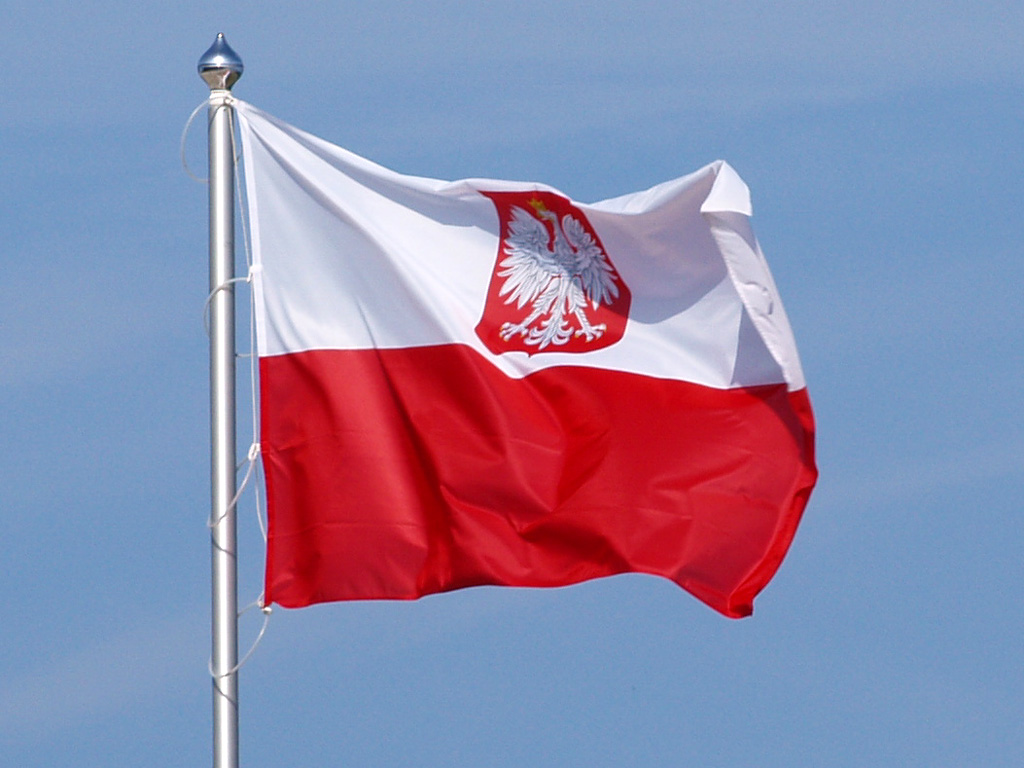
Vlag met het wapen

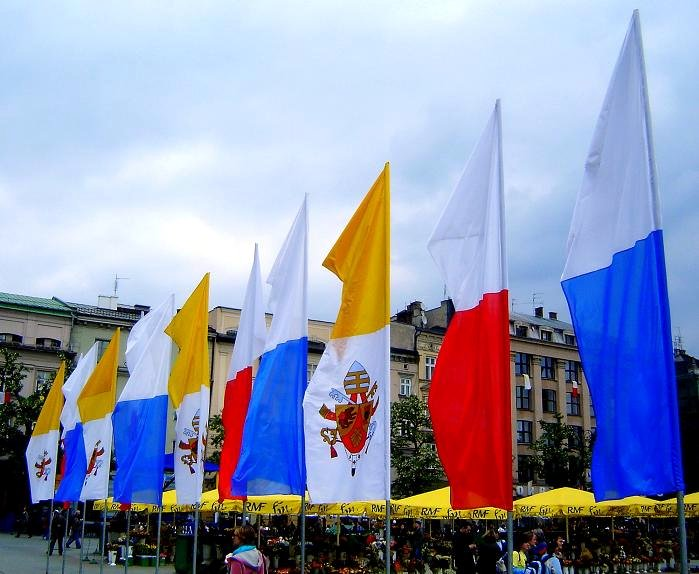
Poolse (wit-rood), pauselijke (geel-wit) en Maria- of gemeentelijke vlaggen op de Rynek Główny in Krakau tijdens een bezoek van paus Benedictus XVI, 27 mei 2006.

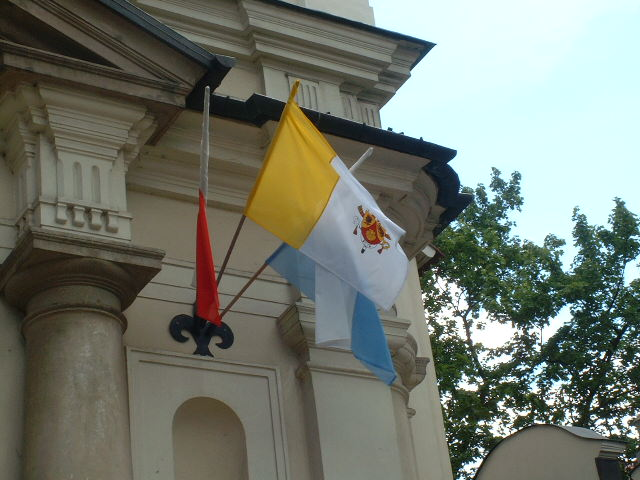
De Poolse vlag, de standaard van Paus Benedictus XVI en de vlag van Krakau aan de muur van de Sint-Florianskerk in Krakau, een week na het pauselijke bezoek in 2006.

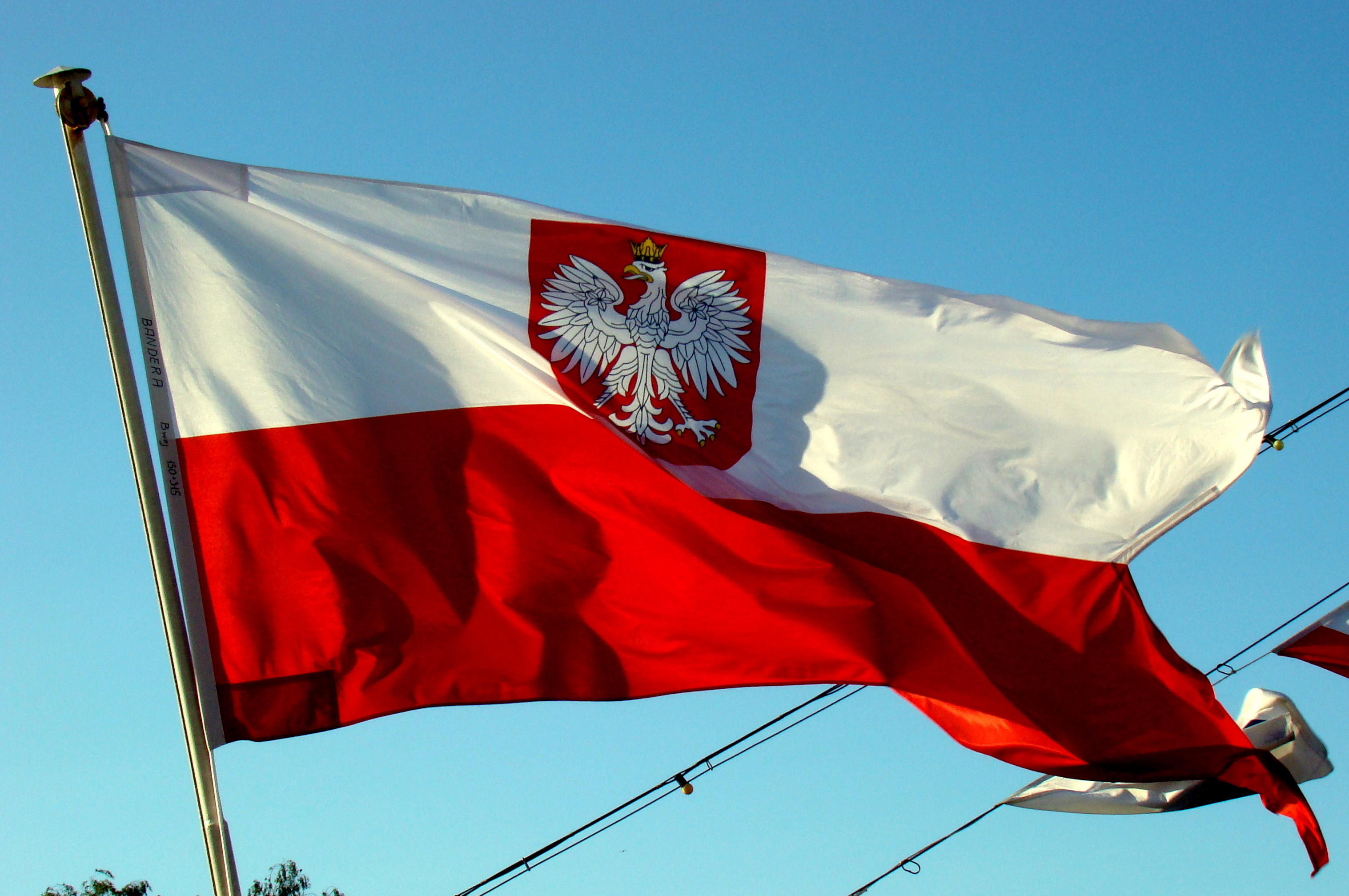
Wapperende oorlogsvlag ter zee

De Poolse wet stelt dat het respect- en eervol behandelen van de nationale symbolen, waaronder de vlag, het recht en de plicht van elke burger en alle overheidsorganen en rechtspersonen is. Het onrespectvol behandelen van de vlag in het openbaar is in Polen een misdrijf dat bestraft wordt met een boete of een gevangenisstraf van ten hoogste een jaar.

### Vrijwillig en verplicht gebruik van de vlag
Volgens de Wapenwet heeft "iedereen het recht om de kleuren van de Republiek Polen te gebruiken, in het bijzonder om het belang van feestdagen, vakanties en andere gebeurtenissen te onderstrepen." Deze vrijheid om de nationale vlag te gebruiken is relatief nieuw: tot 2004 mochten de Polen hun vlag alleen op nationale feestdagen uitsteken. Het gebruik van de nationale symbolen zonder toestemming werd tot dan toe gezien als illegaal en het uitsteken van de versie van de vlag die het wapen toont kon tussen 1955 en 1985 bestraft worden met een gevangenisstraf van een jaar. Deze beperking lijkt op een staatsmonopolie op het gebruik van de nationale symbolen en zorgde ervoor dat veel mensen het gebruiken van de Poolse vlag zagen als symbool van verzet tegen het communistische regime. Het werd destijds voor arbeiders een gewoonte om tijdens stakingen de Poolse vlag te hijsen bij de fabriek; deze gewoonte bestaat nog steeds.
Volgens een peiling heeft ongeveer een derde van de Polen een eigen vlag, en hijst een kwart deze op nationale feestdagen. In het westen van Polen, vooral in Groot-Polen, is dit patriottisme groter dan in andere delen van het land.
De volgende instanties moeten altijd de Poolse vlag (zonder wapen) laten wapperen (aan of vóór hun gebouwen):
- de Sejm;
- de Senaat;
- de president;
- de regering en de premier;
- lagere volksvertegenwoordigingen (alleen tijdens vergaderingssessies);
- andere overheidsorganen (alleen op nationale feestdagen).

De vlag met wapen wordt mag alleen gebruikt worden op:
- ambassades, consulaten en andere vertegenwoordigingen en missies in het buitenland;
- burgerlijke luchthavens;
- burgervliegtuigen (tijdens internationale vluchten);
- gebouwen van havenautoriteiten;
- als handelsvlag.

In de praktijk wordt deze beperking vaak genegeerd en worden de twee versies — met of zonder wapen — behandeld als onderling uitwisselbaar.

### Vlagdagen

#### Overzicht
De nationale en lagere overheden moeten op de volgende dagen vlaggen:
- 1 mei: Dag van de Arbeid;
- 2 mei: Poolse Dag van de Vlag;
- 3 mei: Dag van de Grondwet van 3 mei 1791;
- 11 november: Onafhankelijkheidsdag.

Burgers en andere organisaties wordt aangeraden om dit ook te doen.
Andere dagen waarop de Poolse vlag veel op overheidsgebouwen te zien is, zijn:
- 5 en 9 mei: Europadag (de Vlag van Europa wordt ook gehesen);
- 15 augustus: Dag van het Poolse Leger (de vlag wordt vooral bij militaire gebouwen en oorlogsmonumenten gehesen);
- 29 september: Dag van de Poolse Ondergrondse Staat.

#### Dag van de Vlag
De Poolse Dag van de Vlag (formeel: Dag van de Vlag van de Republiek Polen; Dzień Flagi Rzeczypospolitej Polskiej) werd voor het eerst gehouden op 2 mei 2004. De dag werd ingesteld om het Poolse volk kennis bij te brengen over de geschiedenis en het belang van de nationale symbolen. De datum is om praktische redenen gekozen: aangezien 2 mei tussen twee langer bestaande vlagdagen in ligt, kan de vlag op drie achtereenvolgende dagen uitgehangen blijven. De Dag van de Vlag is in tegenstelling tot de dag ervoor en de dag erna geen vakantiedag, hoewel veel mensen een vrije dag nemen. Deze dag herdenkt de verovering van Berlijn door het Poolse leger op 2 mei 1945.

#### Andere momenten waarop de vlag getoond wordt
De vlag wordt veel gebruikt bij sportevenementen, zoals bij wedstrijden van het Pools voetbalelftal en bij atletiekevenementen met Poolse deelnemers. Ook bij bezoeken van belangrijke buitenlandse personen, in het bijzonder de paus, wordt de vlag gehesen. Tijdens een bezoek van de paus wordt de vlag vaak vergezeld door geel-witte kerkvlaggen en wit-blauwe Mariavlaggen. Het is geen gebruik om de Poolse vlag te hijsen bij persoonlijke feesten als bruiloften.

### Rouw
De Poolse president kan een periode van rouw afkondigen. Tijdens deze periode worden de vlaggen halfstok gehesen. Als een vlag aan een houten stok hangt, wordt een zwart lint toegevoegd als rouwsymbool.